# Hokej na lodzie na Zimowych Igrzyskach Olimpijskich 2014 – kwalifikacje kobiet
Kwalifikacje do Zimowych Igrzysk Olimpijskich w 2014 roku, których celem jest wyłonienie dwóch  kobiecych reprezentacji hokejowych na turniej olimpijski w Soczi. Podział na grupy kwalifikacyjne został przeprowadzony w oparciu o Mistrzostwa Świata z 2012 roku. Zaplanowano rozegranie sześciu turniejów w tym dwa, z których zwycięzcy uzyskają kwalifikacje na Igrzyska. IIHF przewidziała bezpośrednią kwalifikację dla gospodarza turnieju Rosję.
Bezpośredni awans na igrzyska olimpijskie zapewniło sobie pięć najwyżej sklasyfikowanych w rankingu IIHF reprezentacji.

## Zakwalifikowane drużyny
| Rodzaj kwalifikacji | Termin                             | Miejsce    | Miejsca | Zakwalifikowani                                       |
| --- | ---------------------------------- | ---------- | ------- | ----------------------------------------------------- |
| Ranking IIHF 2012 obejmujący turnieje: Mistrzostwa Świata 2009 Igrzyska Olimpijskie 2010 Mistrzostwa Świata 2011 Mistrzostwa Świata 2012 | 4 kwietnia 2009 – 14 kwietnia 2012 | Burlington | 5       | Kanada Stany Zjednoczone Finlandia Szwajcaria Szwecja |
| Zwycięzca turnieju kwalifikacyjnego | 7-10 lutego 2013                   | Poprad     | 1       | Japonia                                               |
| Zwycięzca turnieju kwalifikacyjnego | 7-10 lutego 2013                   | Weiden     | 1       | Niemcy                                                |
| Gospodarz igrzysk |                                    |            | 1       | Rosja                                                 |

## Turnieje kwalifikacyjne do przedkwalifikacji
Rozgrywki grupy G rozegrano w dniach 12–14 października 2012 w Barcelonie w hali Pista de Gel Camp Nou, zaś grupy H w dniach 27–30 września 2012 w Jastrzębiu-Zdroju w hali Jastor. Zwycięzcy obu turniejów awansowali do następnej rundy kwalifikacji.
Grupa G
| Lp. | Zespół    | M | Pkt | W | WpD | PpD | P | G + | G – | +/- |
| --- | --------- | - | --- | - | --- | --- | - | --- | --- | --- |
| 1   | Dania     | 3 | 9   | 3 | 0   | 0   | 0 | 30  | 4   | +26 |
| 2   | Węgry     | 3 | 6   | 2 | 0   | 0   | 1 | 18  | 6   | +12 |
| 3   | Hiszpania | 3 | 3   | 1 | 0   | 0   | 2 | 3   | 14  | -11 |
| 4   | Chorwacja | 3 | 0   | 0 | 0   | 0   | 3 | 3   | 30  | -27 |

Lp. = lokata, M = liczba rozegranych spotkań, Pkt = Liczba zdobytych punktów, W = Wygrane, WpD = Wygrane po dogrywce lub karnych, PpD = Porażki po dogrywce lub karnych, P = Porażki, G+ = Gole strzelone, G- = Gole stracone, +/- = bilans bramek
| 12 października 2012 | Węgry | 3:4 | Dania | Pista de Gel Camp Nou, Barcelona |

| Szczegóły      | Szczegóły                                                                  | Szczegóły       | Szczegóły                                                                                 | Szczegóły                                                                                        |
| -------------- | -------------------------------------------------------------------------- | --------------- | ----------------------------------------------------------------------------------------- | ------------------------------------------------------------------------------------------------ |
| Godzina: 16:00 | T. Horváth (EQ) 03:35 F. Gasparics (EQ) 10:30 Z. Jokai-Szilagyi (EQ) 44:58 | (2:1, 0:3, 1:0) | 08:19 (PP) J. Persson 23:55 (EQ) E. Russell 30:23 (EQ) M. Henriksen 38:40 (PP) C. Densing | Widzów: 400 Sędzia główny: Janne Vesterheim Krogh Sędziowie liniowi: Melanie Bauer Gabriela Malá |
| Godzina: 16:00 | 16 min.                                                                    |                 | 10 min.                                                                                   | Widzów: 400 Sędzia główny: Janne Vesterheim Krogh Sędziowie liniowi: Melanie Bauer Gabriela Malá |

| 12 października 2012 | Chorwacja | 1:2 | Hiszpania | Pista de Gel Camp Nou, Barcelona |

| Szczegóły      | Szczegóły               | Szczegóły       | Szczegóły                                  | Szczegóły                                                                                             |
| -------------- | ----------------------- | --------------- | ------------------------------------------ | --- |
| Godzina: 20:00 | A. Širanović (EQ) 00:20 | (1:2, 0:0, 0:0) | 02:39 (EQ) A. González 16:45 (EQ) A. Ucedo | Widzów: 650 Sędzia główny: Gabriella Gran Sędziowie liniowi: Jelena Ivanova Steinunn Sigurgeirsdóttir |
| Godzina: 20:00 | 8 min.                  |                 | 6 min.                                     | Widzów: 650 Sędzia główny: Gabriella Gran Sędziowie liniowi: Jelena Ivanova Steinunn Sigurgeirsdóttir |

| 13 października 2012 | Chorwacja | 1:8 | Węgry | Pista de Gel Camp Nou, Barcelona |

| Szczegóły      | Szczegóły               | Szczegóły       | Szczegóły | Szczegóły                                                                                     |
| -------------- | ----------------------- | --------------- | --- | --------------------------------------------------------------------------------------------- |
| Godzina: 16:00 | A. Širanović (EQ) 50:06 | (0:0, 0:6, 1:2) | 27:56 (EQ) N. Brgles 29:15 (EQ) A. Huszák 32:01 (EQ) F. Gasparics 38:03 (EQ) A. Huszák 38:17 (EQ) F. Gasparics 39:13 (EQ) Z. Jokai-Szilagyi 43:12 (EQ) L. Pintér | Widzów: 150 Sędzia główny: Nikoleta Celárová Sędziowie liniowi: Elena Ivanova Helga Tschorner |

| 13 października 2012 | Dania | 6:0 | Hiszpania | Pista de Gel Camp Nou, Barcelona |

| Szczegóły      | Szczegóły | Szczegóły       | Szczegóły | Szczegóły                                                                                        |
| -------------- | --- | --------------- | --------- | ------------------------------------------------------------------------------------------------ |
| Godzina: 20:00 | J. Gregersen (EQ) 02:44 M. Olausson (PP) 13:51 M. Frandsen (PP) 20:46 J. Gregersen (EQ) 24:29 M. Olausson (EQ) 30:30 M. Henriksen (EQ) 49:04 | (2:0, 3:0, 1:0) |           | Widzów: 900 Sędzia główny: Janne Vesterheim Krogh Sędziowie liniowi: Melanie Bauer Gabriela Malá |

| 14 października 2012 | Dania | 20:1 | Chorwacja | Pista de Gel Camp Nou, Barcelona |

| Szczegóły      | Szczegóły | Szczegóły       | Szczegóły                     | Szczegóły                                                                                            |
| -------------- | --- | --------------- | ----------------------------- | --- |
| Godzina: 16:00 | L. Ernst (EQ) 04:53 J. Gregersen (EQ) 05:33 J. Gregersen (EQ) 14:22 J. Jensen (EQ) 16:59 S. Glud (EQ) 18:17 L. Ernst (EQ) 19:26 S. Jacquet (EQ) 23:19 M. Henriksen (EQ) 26:00 M. Henriksen (PP) 33:59 J. Persson (EQ) 35:36 J. Gregersen (EQ) 38:57 J. Gregersen (EQ) 42:48 M. Henriksen (EQ) 43:25 J. Persson (EQ) 52:27 I. Rosendal (EQ) 54:04 M. B. Nielsen (EQ) 54:54 E. Russell (EQ) 56:11 S. Glud (EQ) 57:10 J. Jensen (EQ) 58:10 L. Hansen (EQ) 58:20 | (6:0, 5:0, 9:1) | 41:48 (EQ) D. Kruselj-Posavec | Widzów: 150 Sędzia główny: Gabriella Gran Sędziowie liniowi: Gabriela Malá Steinunn Sigurgeirsdóttir |

| 14 października 2012 | Hiszpania | 1:7 | Węgry | Pista de Gel Camp Nou, Barcelona |

| Szczegóły      | Szczegóły                  | Szczegóły       | Szczegóły | Szczegóły                                                                                     |
| -------------- | -------------------------- | --------------- | --- | --------------------------------------------------------------------------------------------- |
| Godzina: 20:00 | L. Abrisqueta (PP) (45:47) | (0:2, 0:0, 1:5) | 10:03 (EQ) T. Horváth 13:33 (EQ) D. Medgyes 46:22 (EQ) L. Pintér 52:10 (EQ) R. Dabasi 53:20 (EQ) A. Huszák 54:14 (EQ) F. Gasparics 59:30 (EQ) A. Huszák | Widzów: 850 Sędzia główny: Nikoleta Celárová Sędziowie liniowi: Elena Ivanova Helga Tschorner |

Grupa H
| Lp. | Zespół           | M | Pkt | W | WpD | PpD | P | G + | G – | +/- |
| --- | ---------------- | - | --- | - | --- | --- | - | --- | --- | --- |
| 1   | Holandia         | 3 | 8   | 2 | 1   | 0   | 0 | 14  | 6   | +8  |
| 2   | Polska           | 3 | 6   | 1 | 1   | 1   | 0 | 11  | 10  | +1  |
| 3   | Słowenia         | 3 | 4   | 1 | 0   | 1   | 1 | 5   | 8   | -3  |
| 4   | Korea Południowa | 3 | 0   | 0 | 0   | 0   | 3 | 4   | 10  | -6  |

Lp. = lokata, M = liczba rozegranych spotkań, Pkt = Liczba zdobytych punktów, W = Wygrane, WpD = Wygrane po dogrywce lub karnych, PpD = Porażki po dogrywce lub karnych, P = Porażki, G+ = Gole strzelone, G- = Gole stracone, +/- = bilans bramek
| 27 września 2012 | Holandia | 5:2 | Korea Południowa | Jastor, Jastrzębie Zdrój |

| Szczegóły      | Szczegóły | Szczegóły       | Szczegóły                             | Szczegóły                                                                               |
| -------------- | --- | --------------- | ------------------------------------- | --------------------------------------------------------------------------------------- |
| Godzina: 16:00 | J. de Graaf (EQ) 18:04 J. Schipper (PP) 38:06 J. Zwarthoed (PP) 51:37 C. Keijzer (PP) 53:16 S. Wielenga (ENG) 58:52 | (1:0, 1:1, 3:1) | 21:19 (PP) Han S-j 54:33 (PP) Ahn K-y | Widzów: 100 Sędzia główny: Ramona Weiss Sędziowie liniowi: Anna Nygard Joanna Poboźniak |
| Godzina: 16:00 | 18 min. |                 | 30 min.                               | Widzów: 100 Sędzia główny: Ramona Weiss Sędziowie liniowi: Anna Nygard Joanna Poboźniak |

| 27 września 2012 | Polska | 4:3 pk. | Słowenia | Jastor, Jastrzębie Zdrój |

| Szczegóły      | Szczegóły                                                                                        | Szczegóły                 | Szczegóły                                                         | Szczegóły                                                                                      |
| -------------- | ------------------------------------------------------------------------------------------------ | ------------------------- | ----------------------------------------------------------------- | ---------------------------------------------------------------------------------------------- |
| Godzina: 19:30 | K. Późniewska (EQ) 18:28 K. Późniewska (EQ) 45:20 M. Czaplik (PP) 47:28 K. Późniewska (PS) 65:00 | (1:0, 0:1, 2:2, 0:0, 1:0) | 39:04 (EQ) P. Pren 50:54 (PP) T. Lahajnar 59:03 (PP) N. Vakaricić | Widzów: 300 Sędzia główny: Arina Ustinowa Sędziowie liniowi: Zsuzsanna Sandor Malene Skovbakke |
| Godzina: 19:30 | 14 min.                                                                                          |                           | 4 min.                                                            | Widzów: 300 Sędzia główny: Arina Ustinowa Sędziowie liniowi: Zsuzsanna Sandor Malene Skovbakke |

| 28 września 2012 | Słowenia | 2:0 | Korea Południowa | Jastor, Jastrzębie Zdrój |

| Szczegóły      | Szczegóły                               | Szczegóły       | Szczegóły | Szczegóły                                                                                   |
| -------------- | --------------------------------------- | --------------- | --------- | ------------------------------------------------------------------------------------------- |
| Godzina: 16:00 | P. Pren 11:32 (PP) A. Prsina 56:31 (EQ) | (1:0, 0:0, 1:0) |           | Widzów: 50 Sędzia główny: Leah O'Brien Sędziowie liniowi: Zsuzsanna Sandor Joanna Poboźniak |
| Godzina: 16:00 | 8 min.                                  |                 | 14 min.   | Widzów: 50 Sędzia główny: Leah O'Brien Sędziowie liniowi: Zsuzsanna Sandor Joanna Poboźniak |

| 28 września 2012 | Holandia | 5:4 pd. | Polska | Jastor, Jastrzębie Zdrój |

| Szczegóły      | Szczegóły | Szczegóły            | Szczegóły                                                                                       | Szczegóły                                                                             |
| -------------- | --- | -------------------- | ----------------------------------------------------------------------------------------------- | ------------------------------------------------------------------------------------- |
| Godzina: 19:30 | S. Wielenga (EQ) 19:51 M. de Jong (EQ) 45:43 S. Wielenga (EQ) 47:08 J. Schipper (EQ) 59:57 J. Zwarthoed (PP) 61:44 | (1:1, 0:1, 3:2, 1:0) | 06:49 (EQ) S. Kosakowska 26:33 (EQ) S. Kosakowska 40:43 (PP2) K. Późniewska 57:40 (EQ) M. Bigos | Widzów: 300 Sędzia główny: Ramona Weiss Sędziowie liniowi: Anna Nygard Caroline Sauer |
| Godzina: 19:30 | 12 min. |                      | 6 min.                                                                                          | Widzów: 300 Sędzia główny: Ramona Weiss Sędziowie liniowi: Anna Nygard Caroline Sauer |

| 30 września 2012 | Słowenia | 0:4 | Holandia | Jastor, Jastrzębie Zdrój |

| Szczegóły      | Szczegóły | Szczegóły       | Szczegóły                                                                                  | Szczegóły                                                                                    |
| -------------- | --------- | --------------- | ------------------------------------------------------------------------------------------ | -------------------------------------------------------------------------------------------- |
| Godzina: 13:00 |           | (0:1, 0:1, 0:2) | 04:54 (EQ) S. Wielenga 28:28 (EQ) J. Zwarthoed 45:14 (EQ) M. de Jong 52:21 (PP) M. de Jong | Widzów: 100 Sędzia główny: Arina Ustinowa Sędziowie liniowi: Joanna Poboźniak Caroline Sauer |
| Godzina: 13:00 | 8 min.    |                 | 16 min.                                                                                    | Widzów: 100 Sędzia główny: Arina Ustinowa Sędziowie liniowi: Joanna Poboźniak Caroline Sauer |

| 30 września 2012 | Korea Południowa | 2:3 | Polska | Jastor, Jastrzębie Zdrój |

| Szczegóły      | Szczegóły                               | Szczegóły       | Szczegóły                                                         | Szczegóły                                                                               |
| -------------- | --------------------------------------- | --------------- | ----------------------------------------------------------------- | --------------------------------------------------------------------------------------- |
| Godzina: 16:30 | Jo S.S. (EQ) 50:59 Park J.A. (PP) 57:59 | (0:1, 0:0, 2:2) | 08:46 (EQ) M. Szynal 55:57 (EQ) I. Malinowska 59:20 (EQ) M. Bigos | Widzów: 300 Sędzia główny: Leah O'Brien Sędziowie liniowi: Anna Nygard Malene Skovbakke |
| Godzina: 16:30 | 8 min.                                  |                 | 12 min.                                                           | Widzów: 300 Sędzia główny: Leah O'Brien Sędziowie liniowi: Anna Nygard Malene Skovbakke |

## Turniej prekwalifikacyjne
Rozgrywki grupy E zostaną rozegrane w dniach 8-11 listopada 2012 w Szanghaju, zaś grupy F w tym samym terminie w Valmiera. Zwycięzcy obu turniejów awansują do następnej rundy kwalifikacji.
Grupa E
| Lp. | Zespół          | M | Pkt | W | WpD | PpD | P | G + | G – | +/- |
| --- | --------------- | - | --- | - | --- | --- | - | --- | --- | --- |
| 1   | Chiny           | 3 | 8   | 2 | 1   | 0   | 0 | 14  | 5   | +9  |
| 2   | Francja         | 3 | 5   | 1 | 0   | 2   | 0 | 13  | 8   | +5  |
| 3   | Wielka Brytania | 3 | 3   | 1 | 0   | 0   | 2 | 2   | 13  | -11 |
| 4   | Holandia        | 3 | 2   | 0 | 1   | 0   | 2 | 7   | 10  | -3  |

Lp. = lokata, M = liczba rozegranych spotkań, Pkt = Liczba zdobytych punktów, W = Wygrane, WpD = Wygrane po dogrywce lub karnych, PpD = Porażki po dogrywce lub karnych, P = Porażki, G+ = Gole strzelone, G- = Gole stracone, +/- = bilans bramek
| 8 listopada 2012 | Francja | 7:0 | Wielka Brytania | S.U.S. Sport Complex, Szanghaj |

| Szczegóły      | Szczegóły | Szczegóły       | Szczegóły | Szczegóły                                                                         |
| -------------- | --- | --------------- | --------- | --------------------------------------------------------------------------------- |
| Godzina: 15:00 | M. Allemoz (PP) 19:46 S. Fohrer (EQ) 20:22 S. Fohrer (EQ) 24:06 M. Allemoz (PP) 41:28 E. Passard (PP) 42:25 D. Gicquel (EQ) 47:28 L. Baudrit (PP) 56:00 | (1:0, 2:0, 4:0) |           | Widzów: 147 Sędzia główny: Kyoko Ugajin Sędziowie liniowi: Ma Jinping Lacey Senuk |
| Godzina: 15:00 | 12 min |                 | 14 min    | Widzów: 147 Sędzia główny: Kyoko Ugajin Sędziowie liniowi: Ma Jinping Lacey Senuk |

| 8 listopada 2012 | Chiny | 5:2 | Holandia | S.U.S. Sport Complex, Szanghaj |

| Szczegóły      | Szczegóły                                                                                  | Szczegóły       | Szczegóły                                   | Szczegóły                                                                                           |
| -------------- | ------------------------------------------------------------------------------------------ | --------------- | ------------------------------------------- | --------------------------------------------------------------------------------------------------- |
| Godzina: 19:00 | Kong M. (PP) 09:34 Sun R. (EQ) 26:16 Tang L. (EQ) 42:55 Yu B. (PP) 47:17 Sun R. (PP) 58:39 | (1:0, 1:1, 3:1) | 30:43 (EQ) M. de Jong 44:24 (EQ) M. de Jong | Widzów: 779 Sędzia główny: Genevieve Bordeleau Sędziowie liniowi: Michaela Frattarelli Chieko Inoue |
| Godzina: 19:00 | 14 min                                                                                     |                 | 10 min                                      | Widzów: 779 Sędzia główny: Genevieve Bordeleau Sędziowie liniowi: Michaela Frattarelli Chieko Inoue |

| 9 listopada 2012 | Francja | 3:4 pk. | Holandia | S.U.S. Sport Complex, Szanghaj |

| Szczegóły      | Szczegóły                                                          | Szczegóły                 | Szczegóły                                                                                | Szczegóły                                                                    |
| -------------- | ------------------------------------------------------------------ | ------------------------- | ---------------------------------------------------------------------------------------- | ---------------------------------------------------------------------------- |
| Godzina: 15:00 | L. Escudero (PP) 19:45 D. Gicquel (EQ) 22:51 L. Baudrit (EQ) 53:28 | (1:0, 1:2, 1:1, 0:0, 0:1) | 27:06 (EQ) Z. Barbier 36:13 (EQ) B. van Nes 58:51 (EQ) M. de Jong 65:00 (SO) S. Wielenga | Widzów: 137 Sędzia główny: Erin Blair Sędziowie liniowi: Ma Jinping Hui Wang |
| Godzina: 15:00 | 8 min                                                              |                           | 10 min                                                                                   | Widzów: 137 Sędzia główny: Erin Blair Sędziowie liniowi: Ma Jinping Hui Wang |

| 9 listopada 2012 | Wielka Brytania | 0:5 | Chiny | S.U.S. Sport Complex, Szanghaj |

| Szczegóły      | Szczegóły | Szczegóły       | Szczegóły                                                                                      | Szczegóły                                                                                   |
| -------------- | --------- | --------------- | ---------------------------------------------------------------------------------------------- | ------------------------------------------------------------------------------------------- |
| Godzina: 19:00 |           | (0:2, 0:2, 0:1) | 06:29 (EQ) Kong M. 14:19 (EQ) R. Sun 26:11 (PP) Tang L. 34:09 (EQ) Tang L. 46:03 (EQ) Zhang M. | Widzów: 363 Sędzia główny: Kyoko Ugajin Sędziowie liniowi: Michaela Frattarelli Lacey Senuk |
| Godzina: 19:00 | 10 min    |                 | 6 min                                                                                          | Widzów: 363 Sędzia główny: Kyoko Ugajin Sędziowie liniowi: Michaela Frattarelli Lacey Senuk |

| 11 listopada 2012 | Holandia | 1:2 | Wielka Brytania | S.U.S. Sport Complex, Szanghaj |

| Szczegóły      | Szczegóły             | Szczegóły       | Szczegóły                                      | Szczegóły                                                                              |
| -------------- | --------------------- | --------------- | ---------------------------------------------- | -------------------------------------------------------------------------------------- |
| Godzina: 15:00 | M. de Jong (EQ) 29:53 | (0:0, 1:0, 0:2) | 45:47 (EQ) L. Wilkinson 55:54 (SH) Katie Henry | Widzów: 170 Sędzia główny: Erin Blair Sędziowie liniowi: Michaela Frattarelli Hui Wang |
| Godzina: 15:00 | 10 min                |                 | 16 min                                         | Widzów: 170 Sędzia główny: Erin Blair Sędziowie liniowi: Michaela Frattarelli Hui Wang |

| 11 listopada 2012 | Chiny | 4:3 pk. | Francja | S.U.S. Sport Complex, Szanghaj |

| Szczegóły      | Szczegóły                                                               | Szczegóły                 | Szczegóły                                                         | Szczegóły                                                                                  |
| -------------- | ----------------------------------------------------------------------- | ------------------------- | ----------------------------------------------------------------- | ------------------------------------------------------------------------------------------ |
| Godzina: 19:00 | Jin F. (PP) 20:46 Sun R. (PP) 21:35 Tang L. (EQ) 58:21 Yu B. (SO) 65:00 | (0:3, 2:0, 1:0, 0:0, 1:0) | 03:22 (PP) E. Passard 11:28 (PP) B. Jouanny 15:02 (EQ) M. Allemoz | Widzów: 467 Sędzia główny: Genevieve Bordeleau Sędziowie liniowi: Chieko Inoue Lacey Senuk |
| Godzina: 19:00 | 6 min                                                                   |                           | 10 min                                                            | Widzów: 467 Sędzia główny: Genevieve Bordeleau Sędziowie liniowi: Chieko Inoue Lacey Senuk |

Grupa F
| Lp. | Zespół  | M | Pkt | W | WpD | PpD | P | G + | G – | +/- |
| --- | ------- | - | --- | - | --- | --- | - | --- | --- | --- |
| 1   | Dania   | 3 | 9   | 3 | 0   | 0   | 0 | 8   | 2   | +6  |
| 2   | Austria | 3 | 6   | 2 | 0   | 0   | 1 | 10  | 3   | +7  |
| 3   | Włochy  | 3 | 3   | 1 | 0   | 0   | 2 | 4   | 10  | -6  |
| 4   | Łotwa   | 3 | 0   | 0 | 0   | 0   | 3 | 3   | 10  | -7  |

Lp. = lokata, M = liczba rozegranych spotkań, Pkt = Liczba zdobytych punktów, W = Wygrane, WpD = Wygrane po dogrywce lub karnych, PpD = Porażki po dogrywce lub karnych, P = Porażki, G+ = Gole strzelone, G- = Gole stracone, +/- = bilans bramek
| 8 listopada 2012 | Austria | 7:0 | Włochy | Vidzeme Olimpic Centre Ice Arena, Valmiera |

| Szczegóły      | Szczegóły | Szczegóły       | Szczegóły | Szczegóły                                                                                     |
| -------------- | --- | --------------- | --------- | --------------------------------------------------------------------------------------------- |
| Godzina: 15:30 | J. Weber (PP) 19:24 J. Weber (PP) 33:40 A. Meixner (EQ) 38:27 D. Altmann (PP) 40:13 J. Willenshofer (EQ) 45:39 E. M. Schwärzler (EQ) 49:18 D. Altmann (PP) 56:03 | (1:0, 2:0, 4:0) |           | Widzów: 89 Sędzia główny: Kaisa Ketonen Sędziowie liniowi: Linn Forsberg Marlen Vedvik Hansen |
| Godzina: 15:30 | 8 min |                 | 10 min    | Widzów: 89 Sędzia główny: Kaisa Ketonen Sędziowie liniowi: Linn Forsberg Marlen Vedvik Hansen |

| 8 listopada 2012 | Łotwa | 1:4 | Dania | Vidzeme Olimpic Centre Ice Arena, Valmiera |

| Szczegóły      | Szczegóły               | Szczegóły       | Szczegóły                                                                                   | Szczegóły                                                                              |
| -------------- | ----------------------- | --------------- | ------------------------------------------------------------------------------------------- | -------------------------------------------------------------------------------------- |
| Godzina: 19:30 | I. Petersone (EQ) 45:07 | (0:1, 0:2, 1:1) | 02:52 (EQ) S. Jacquet 24:27 (EQ) A. S. Clausen 24:59 (EQ) J. Gregersen 53:04 (EQ) N. Jensen | Widzów: 368 Sędzia główny: Radka Ruzickova Sędziowie liniowi: Kaire Leet Ilona Novotna |
| Godzina: 19:30 | 4 min                   |                 | 6 min                                                                                       | Widzów: 368 Sędzia główny: Radka Ruzickova Sędziowie liniowi: Kaire Leet Ilona Novotna |

| 9 listopada 2012 | Austria | 0:1 | Dania | Vidzeme Olimpic Centre Ice Arena, Valmiera |

| Szczegóły      | Szczegóły | Szczegóły       | Szczegóły                | Szczegóły                                                                                        |
| -------------- | --------- | --------------- | ------------------------ | ------------------------------------------------------------------------------------------------ |
| Godzina: 15:30 |           | (0:0, 0:1, 0:0) | 35:30 (SH) H. Østergaard | Widzów: 76 Sędzia główny: Katja Bandlofsky Sędziowie liniowi: Marlen Vedvik Hansen Ilona Novotna |
| Godzina: 15:30 | 8 min     |                 | 12 min                   | Widzów: 76 Sędzia główny: Katja Bandlofsky Sędziowie liniowi: Marlen Vedvik Hansen Ilona Novotna |

| 9 listopada 2012 | Włochy | 3:0 | Łotwa | Vidzeme Olimpic Centre Ice Arena, Valmiera |

| Szczegóły      | Szczegóły                                                          | Szczegóły       | Szczegóły | Szczegóły                                                                               |
| -------------- | ------------------------------------------------------------------ | --------------- | --------- | --------------------------------------------------------------------------------------- |
| Godzina: 19:30 | M. C. Bagatin (EQ) 17:20 B. Larger (EQ) 22:32 E. Dalpra (EQ) 22:51 | (1:0, 2:0, 0:0) |           | Widzów: 89 Sędzia główny: Kaisa Ketonen Sędziowie liniowi: Kaire Leet Oksana Shestakova |
| Godzina: 19:30 | 16 min                                                             |                 | 10 min    | Widzów: 89 Sędzia główny: Kaisa Ketonen Sędziowie liniowi: Kaire Leet Oksana Shestakova |

| 11 listopada 2012 | Dania | 3:1 | Włochy | Vidzeme Olimpic Centre Ice Arena, Valmiera |

| Szczegóły      | Szczegóły                                                          | Szczegóły       | Szczegóły                 | Szczegóły                                                                                    |
| -------------- | ------------------------------------------------------------------ | --------------- | ------------------------- | -------------------------------------------------------------------------------------------- |
| Godzina: 13:00 | J. Persson (EQ) 21:20 M. Olausson (EQ) 21:44 J. Persson (EQ) 33:24 | (0:1, 3:0, 0:0) | 11:01 (EQ) A. Tartaglione | Widzów: 72 Sędzia główny: Radka Ruzickova Sędziowie liniowi: Ilona Novotna Oksana Shestakova |
| Godzina: 13:00 | 16 min                                                             |                 | 18 min                    | Widzów: 72 Sędzia główny: Radka Ruzickova Sędziowie liniowi: Ilona Novotna Oksana Shestakova |

| 11 listopada 2012 | Łotwa | 2:3 | Austria | Vidzeme Olimpic Centre Ice Arena, Valmiera |

| Szczegóły      | Szczegóły                                  | Szczegóły       | Szczegóły                                                        | Szczegóły                                                                                      |
| -------------- | ------------------------------------------ | --------------- | ---------------------------------------------------------------- | ---------------------------------------------------------------------------------------------- |
| Godzina: 17:00 | I. Koka (EQ) 30:09 I. Petersone (EQ) 48:33 | (0:1, 1:2, 1:0) | 05:11 (EQ) D. Altmann 28:21 (PP) D. Altmann 28:53 (PP) E. Kantor | Widzów: 173 Sędzia główny: Katja Bandlofsky Sędziowie liniowi: Marlen Vedvik Hansen Kaire Leet |
| Godzina: 17:00 | 22 min                                     |                 | 8 min                                                            | Widzów: 173 Sędzia główny: Katja Bandlofsky Sędziowie liniowi: Marlen Vedvik Hansen Kaire Leet |

## Turniej kwalifikacyjne
Rozgrywki grupy C zostaną rozegrane w dniach 7-10 lutego 2013 w Popradzie, zaś grupy D w tym samym terminie w Weiden. Zwycięzcy obu turniejów awansują do igrzysk olimpijskich.
Grupa C
| Lp. | Zespół   | M | Pkt | W | WpD | PpD | P | G + | G – | +/- |
| --- | -------- | - | --- | - | --- | --- | - | --- | --- | --- |
| 1   | Japonia  | 3 | 7   | 2 | 0   | 1   | 0 | 9   | 4   | +5  |
| 2   | Dania    | 3 | 5   | 1 | 1   | 0   | 1 | 4   | 7   | -3  |
| 3   | Norwegia | 3 | 4   | 1 | 0   | 1   | 1 | 9   | 9   | 0   |
| 4   | Słowacja | 3 | 2   | 0 | 1   | 0   | 2 | 5   | 7   | -2  |

Lp. = lokata, M = liczba rozegranych spotkań, Pkt = Liczba zdobytych punktów, W = Wygrane, WpD = Wygrane po dogrywce lub karnych, PpD = Porażki po dogrywce lub karnych, P = Porażki, G+ = Gole strzelone, G- = Gole stracone, +/- = bilans bramek
| 7 lutego 2013 | Norwegia | 3:4 | Japonia | Zimný štadión, Poprad |

| Szczegóły      | Szczegóły                                                            | Szczegóły       | Szczegóły                                                                            | Szczegóły                                  |
| -------------- | -------------------------------------------------------------------- | --------------- | ------------------------------------------------------------------------------------ | ------------------------------------------ |
| Godzina: 14:00 | B. Lersbryggen (PP) 18:16 L. Bialik (EQ) 22:20 I. Farstad (EQ) 28:30 | (1:0, 2:1, 0:3) | 32:12 (PP) K. Aoki 49:17 (EQ) C. Osawa 50:59 (EQ) A. Nakamura 57:13 (PP) T. Sakagami | Widzów: 314 Sędzia główny: Nicole Hertrich |
| Godzina: 14:00 | 10 min.                                                              |                 | 12 min.                                                                              | Widzów: 314 Sędzia główny: Nicole Hertrich |

| 7 lutego 2013 | Słowacja | 1:2 | Dania | Zimný štadión, Poprad |

| Szczegóły      | Szczegóły              | Szczegóły       | Szczegóły                                   | Szczegóły                             |
| -------------- | ---------------------- | --------------- | ------------------------------------------- | ------------------------------------- |
| Godzina: 18:00 | J. Culiková (EQ) 00:53 | (1:2, 0:0, 0:0) | 03:35 (EQ) J. Persson 11:56 (PP) C. Densing | Widzów: 981 Sędzia główny: Dina Allen |
| Godzina: 18:00 | 14 min.                |                 | 8 min.                                      | Widzów: 981 Sędzia główny: Dina Allen |

| 8 lutego 2013 | Norwegia | 1:2 pk. | Dania | Zimný štadión, Poprad |

| Szczegóły      | Szczegóły            | Szczegóły                 | Szczegóły                                   | Szczegóły                               |
| -------------- | -------------------- | ------------------------- | ------------------------------------------- | --------------------------------------- |
| Godzina: 14:00 | I. Morset (EQ) 33:35 | (0:0, 1:0, 0:1, 0:0, 0:1) | 44:41 (EQ) E. Russell 65:00 (PS) E. Russell | Widzów: 367 Sędzia główny: Paivi Laurla |
| Godzina: 14:00 | 6 min.               |                           | 8 min.                                      | Widzów: 367 Sędzia główny: Paivi Laurla |

| 8 lutego 2013 | Japonia | 0:1 pk. | Słowacja | Zimný štadión, Poprad |

| Szczegóły      | Szczegóły | Szczegóły                 | Szczegóły               | Szczegóły                              |
| -------------- | --------- | ------------------------- | ----------------------- | -------------------------------------- |
| Godzina: 18:00 |           | (0:0, 0:0, 0:0, 0:0, 0:1) | 65:00 (PS) J. Kapustová | Widzów: 1183 Sędzia główny: Dina Allen |
| Godzina: 18:00 | 8 min.    |                           | 6 min.                  | Widzów: 1183 Sędzia główny: Dina Allen |

| 10 lutego 2013 | Dania | 0:5 | Japonia | Zimný štadión, Poprad |

| Szczegóły      | Szczegóły | Szczegóły       | Szczegóły                                                                                               | Szczegóły                                  |
| -------------- | --------- | --------------- | --- | ------------------------------------------ |
| Godzina: 14:00 |           | (0:2, 0:2, 0:1) | 09:07 (PP) M. Shishiuchi 18:36 (EQ) H. Kubo 27:22 (EQ) Y. Hirano 39:57 (EQ) H. Kubo 50:53 (PP) S. Koike | Widzów: 315 Sędzia główny: Nicole Hertrich |
| Godzina: 14:00 | 8 min.    |                 | 8 min.                                                                                                  | Widzów: 315 Sędzia główny: Nicole Hertrich |

| 10 lutego 2013 | Słowacja | 3:5 | Norwegia | Zimný štadión, Poprad |

| Szczegóły      | Szczegóły                                                              | Szczegóły       | Szczegóły                                                                                                | Szczegóły                               |
| -------------- | ---------------------------------------------------------------------- | --------------- | --- | --------------------------------------- |
| Godzina: 18:00 | J. Kapustová (EQ) 21:38 J. Culiková (EQ) 23:32 J. Kapustová (SH) 29:04 | (0:3, 3:1, 0:1) | 09:41 (EQ) H. Ask 11:43 (EQ) H. Sletbak 17:34 (EQ) A. Dalen 32:53 (PP) H. Martinsen 49:07 (PP) L. Bialik | Widzów: 943 Sędzia główny: Paivi Laurla |
| Godzina: 18:00 | 6 min.                                                                 |                 | 12 min.                                                                                                  | Widzów: 943 Sędzia główny: Paivi Laurla |

Grupa D
| Lp. | Zespół     | M | Pkt | W | WpD | PpD | P | G + | G – | +/- |
| --- | ---------- | - | --- | - | --- | --- | - | --- | --- | --- |
| 1   | Niemcy     | 3 | 9   | 3 | 0   | 0   | 0 | 11  | 2   | +9  |
| 2   | Czechy     | 3 | 5   | 1 | 1   | 0   | 1 | 9   | 6   | +3  |
| 3   | Chiny      | 3 | 4   | 1 | 0   | 1   | 1 | 5   | 7   | -2  |
| 4   | Kazachstan | 3 | 0   | 0 | 0   | 0   | 3 | 2   | 12  | -10 |

Lp. = lokata, M = liczba rozegranych spotkań, Pkt = Liczba zdobytych punktów, W = Wygrane, WpD = Wygrane po dogrywce lub karnych, PpD = Porażki po dogrywce lub karnych, P = Porażki, G+ = Gole strzelone, G- = Gole stracone, +/- = bilans bramek
| 7 lutego 2013 | Kazachstan | 1:5 | Czechy | Weiden Arena, Weiden |

| Szczegóły      | Szczegóły              | Szczegóły       | Szczegóły | Szczegóły                                |
| -------------- | ---------------------- | --------------- | --- | ---------------------------------------- |
| Godzina: 16:00 | T. Korolewa (EQ) 36:27 | (0:3, 1:1, 0:1) | 03:23 (EQ) K. Mrázová 07:38 (PP) A. Ledlova 09:03 (SH) K. Chmelová 38:41 (EQ) D. Křížová 45:30 (EQ) A. Polenska | Widzów: 300 Sędzia główny: Marie Picavet |
| Godzina: 16:00 | 6 min.                 |                 | 6 min. | Widzów: 300 Sędzia główny: Marie Picavet |

| 7 lutego 2013 | Niemcy | 3:1 | Chiny | Weiden Arena, Weiden |

| Szczegóły      | Szczegóły                                                       | Szczegóły       | Szczegóły         | Szczegóły                              |
| -------------- | --------------------------------------------------------------- | --------------- | ----------------- | -------------------------------------- |
| Godzina: 19:30 | J. Zorn (PP) 10:52 T. Eisenschmid (EQ) 48:41 J. Zorn (EQ) 56:14 | (1:0, 0:1, 2:0) | 30:24 (PP) Sun R. | Widzów: 485 Sędzia główny: Joy Tottman |
| Godzina: 19:30 | 12 min.                                                         |                 | 8 min.            | Widzów: 485 Sędzia główny: Joy Tottman |

| 8 lutego 2013 | Kazachstan | 1:2 | Chiny | Weiden Arena, Weiden |

| Szczegóły      | Szczegóły         | Szczegóły       | Szczegóły                                  | Szczegóły                            |
| -------------- | ----------------- | --------------- | ------------------------------------------ | ------------------------------------ |
| Godzina: 16:00 | G. Shu (EQ) 30:48 | (0:0, 1:2, 0:0) | 20:42 (EQ) Zhang B. 24:23 (SH) Sun R. (SH) | Widzów: 215 Sędzia główny: Aina Hove |
| Godzina: 16:00 | 10 min.           |                 | 4 min.                                     | Widzów: 215 Sędzia główny: Aina Hove |

| 8 lutego 2013 | Czechy | 1:3 | Niemcy | Weiden Arena, Weiden |

| Szczegóły      | Szczegóły             | Szczegóły       | Szczegóły                                                           | Szczegóły                                 |
| -------------- | --------------------- | --------------- | ------------------------------------------------------------------- | ----------------------------------------- |
| Godzina: 19:30 | A. Ledlová (PP) 07:51 | (1:1, 0:2, 0:0) | 05:46 (EQ) T. Eisenschmid 27:51 (PP) S. Gotz 29:20 (PP) M. Anwander | Widzów: 1104 Sędzia główny: Marie Picavet |
| Godzina: 19:30 | 12 min.               |                 | 8 min.                                                              | Widzów: 1104 Sędzia główny: Marie Picavet |

| 10 lutego 2013 | Chiny | 2:3 pk. | Czechy | Weiden Arena, Weiden |

| Szczegóły      | Szczegóły                            | Szczegóły                 | Szczegóły                                                             | Szczegóły                              |
| -------------- | ------------------------------------ | ------------------------- | --------------------------------------------------------------------- | -------------------------------------- |
| Godzina: 14:00 | Fang X. (EQ) 50:13 Jin F. (EQ) 55:53 | (0:1, 0:0, 2:1, 0:0, 0:1) | 06:30 (EQ) A. Ledlová 43:22 (EQ) S. Studentová 65:00 (PS) K. Chmelová | Widzów: 175 Sędzia główny: Joy Tottman |
| Godzina: 14:00 | 8 min.                               |                           | 12 min.                                                               | Widzów: 175 Sędzia główny: Joy Tottman |

| 10 lutego 2013 | Niemcy | 5:0 | Kazachstan | Weiden Arena, Weiden |

| Szczegóły      | Szczegóły                                                                                                 | Szczegóły       | Szczegóły | Szczegóły                            |
| -------------- | --- | --------------- | --------- | ------------------------------------ |
| Godzina: 17:30 | N. Kamenik (EQ) 06:50 N. Kamenik (EQ) 20:50 S. Kratzer (PP) 33:48 A. Lanzl (EQ) 52:21 A. Lanzl (PP) 58:25 | (1:0, 2:0, 2:0) |           | Widzów: 750 Sędzia główny: Aina Hove |
| Godzina: 17:30 | 0 min. |                 | 10 min.   | Widzów: 750 Sędzia główny: Aina Hove |